# Kennedy Tsimba
Kennedy Chiedza Tsimba (Salisbury, 23 luglio 1974) è un ex rugbista a 15 zimbabwese, mediano d'apertura internazionale per lo Zimbabwe di cui è stato il primo capitano nero. Nel 2012 è stato inserito nel World Rugby Hall of Fame insieme al fratello Richard Tsimba.

## Biografia
Nato a Salisbury, odierna Harare, iniziò a giocare a rugby all'età di otto anni seguendo il fratello maggiore Richard. Pur continuando a praticare altri sport, all'età di sedici anni si trasferì con la madre a Johannesburg. Nel 1996 si unì all'Old Hararians di Harare e nel marzo 1997 ricevette la prima convocazione in nazionale di rugby a 7 per partecipare alla mondiale seven ad Hong Kong. In giugno fu chiamato per la nazionale maggiore nell'ambito del Tour dell'Italia in Zimbabwe. Segnò in totale 21 punti in tre partite ma essendo incontro tra squadre non ufficiali, i caps non sempre sono conteggiati.
Si trasferì quindi in Inghilterra per completare gli studi e giocando con Bath per una stagione. Tuttavia non trovò molto spazio bloccato dal nazionale inglese e pari ruolo Mike Catt. Tornò in patria unendosi all'Old Georgians e presto fu convocato ancora in Nazionale. Giocò con il Galles nel loro tour in Africa e a settembre fu nominato capitano succedendo a Brendon Dawson, diventando il primo capitano nero della storia dei Sables.
Nel 1999 decise di continuare la sua carriera in Sudafrica. Fu al Free State di Bloemfontein giocando in Vodacom Cup e Currie Cup. L'integrazione non è facile in quanto dovette imparare l'afrikaans ed era l'unico giocatore nero della squadra. Tuttavia, mostrò grandi qualità e divenne rapidamente un giocatore chiave nella squadra. Rappresentò la provincia del Free State dal 1999 al 2004 vincendo la Vodacom Cup nel 2000 e raggiungendo la finale nella Currie Cup 2004 nonché uno dei migliori realizzatori in maglia arancio.
Le sue buone prestazioni gli valsero la chiamata degli Springboks. Tuttavia, a causa delle precedenti selezioni con lo Zimbabwe e dell'inasprimento delle regole sull'elegibilità internazionale da parte dell'IRB nel 2000, non poté indossare la maglia verde. Quindi continuò a rappresentare i Sables ma non poté farlo a causa di obblighi contrattuali nei confronti dei club sudafricani. Inoltre, la grande instabilità sportiva ed economica della federazione dello Zimbabwe fu un altro fattore dissuasivo. Nel 2003 gli fu offerto un contratto con la franchigia di Super 12 collegata a Free State, i Cats ma anche qui dovette superare problemi amministrativi poiché le franchigie sudafricane potevano selezionare solo giocatori convocabili con la nazionale. Partecipò comunque al Super 12 2003 giocando 6 partite e segnando 25 punti.
Nel 2005, vicino al trasferimento in Francia, passò al Bulls in Super 12, franchigia collegata al Blue Bulls. Partecipò al Super 12 2005 giocando solo sette partite. A seguito di un grave infortunio al ginocchio, la stagione successiva non giocò il Super 14 prendendo parte alla Currie Cup. Nel 2007 si trasferì ai Pumas di Nelspruit ma fu ancora bloccato dall'infortunio. Nel 2008 tornò nel Free State con i Griffons, con cui recuperò dall'infortunio, e alla fine della stagione 2009 si ritirò all'età di 35 anni.

### Post-carriera
Il 25 ottobre 2012, è stato inserito nella World Rugby Hall of Fame, insieme al fratello minore Richard Tsimba. Durante la cerimonia Oregan Hoskins, allora vicepresidente dell'IRB, motivò il premio dicendo: “I fratelli Tsimba hanno lasciato un segno indelebile nel rugby dell'Africa meridionale. Sono i pionieri di questo gioco, che le generazioni a venire ricorderanno. È giusto che siano presenti nel luogo della memoria più famoso del rugby".
È stato anche presentatore specializzato in rugby per il canale televisivo sudafricano SABC sin dal suo ritiro dallo sport, prima di entrare nel nuovo canale Kwesé Sports nell'agosto 2017.